# Broukoviště

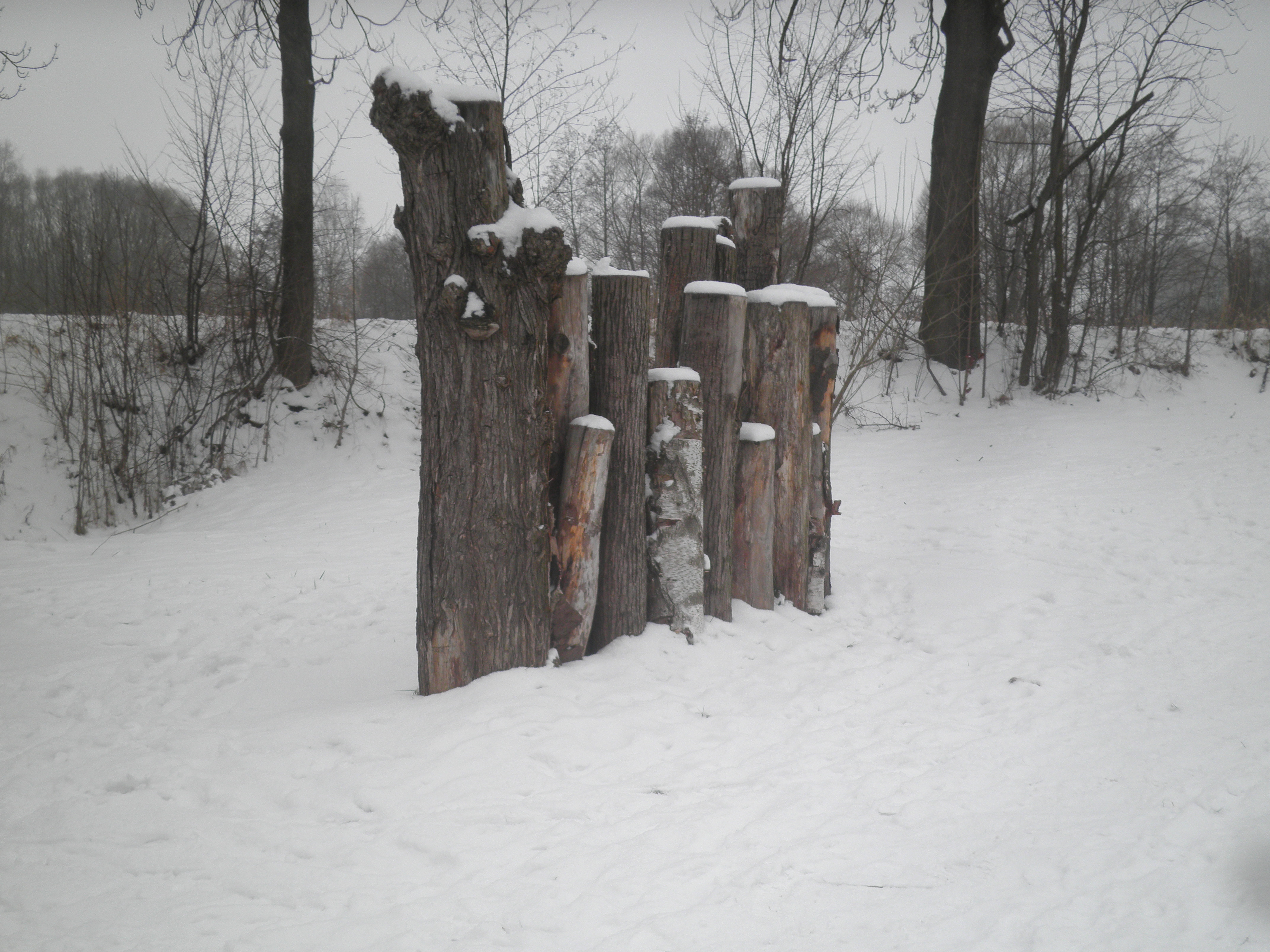
Loggery v Jihlavě u Panského rybníka

Broukoviště nebo též loggery (slovo log v angličtině označuje kládu) je uměle sestavený soubor kmenů, částí kmenů nebo masivních větví, který vytváří niku pro organismy vázané na odumírající nebo odumřelé dřevo.
Do broukoviště jsou obvykle ukládány zbytky stromů, které musely být pokáceny i přesto, že jsou napadeny vzácnými druhy dřevokazného hmyzu (jako je např. páchník hnědý) nebo vzácnými druhy hub (jako je např. korálovec bukový). V důsledku činnosti člověka je v kulturní krajině kritický nedostatek přirozeně se rozkládajícího dřeva, což se ekologičtí aktivisté snaží kompenzovat právě zakládáním broukovišť.